# Capidava saxatilis
Capidava saxatilis là một loài nhện trong họ Salticidae.
Loài này thuộc chi Capidava. Capidava saxatilis được Ilka Maria Fernandes Soares & Hélio Ferraz de Almeida Camargo miêu tả năm 1948.